# El Senyor dels Anells (pel·lícula de 1978)
El Senyor dels Anells (títol original en anglès: J. R. R. Tolkien's The Lord of the Rings) és una pel·lícula d'animació estatunidenca de 1978 dirigida per Ralph Bakshi. És una adaptació de, aproximadament, la primera meitat del Senyor dels Anells, la novel·la de fantasia heroica de J. R. R. Tolkien: La Germandat de l'Anell i gran part de les dues torres. Es preveia rodar una seqüela que adaptés el que quedava del segon tom i El retorn del rei, però aquesta seqüela mai es va rodar. L'acció de la pel·lícula se situa a la fictícia Terra Mitjana, i segueix les aventures d'un grup de hòbbits, homes, un elf, un nan i un màgic, que formen la Germandat de l'Anell, a qui se'ls encomana la missió de destruir l'Anell Únic, creat pel senyor fosc Sàuron, i així assegurar l'anihilació d'aquest últim.
La pel·lícula compta amb les veus de William Squire, John Hurt, Michael Graham Coix i Anthony Daniels. El guió va ser escrit per Peter S. Beagle, basat en un avantprojecte de Chris Conkling. Bakshi coneixia els treballs de Tolkien des dels començaments de la seva carrera, i va dur a terme diversos intents de produir una adaptació del Senyor dels Anells al cinema d'animació, fins que el productor Saul Zaentz i la companyia distribuïdora United Artists van decidir finançar-li el projecte. El llargmetratge fa un notable ús del rotoscopi, tècnica en la qual les escenes són filmades amb persones reals sobre un fons neutre per a després «calcar-les» al cel·luloide com a animació. Tot i que la pel·lícula va ser un èxit financer, les seves crítiques no van ser uniformes, anant des de les quals la van descriure com una pel·lícula amb virtuts i defectes fins a les rotundament negatives. A més, els seus productors van desistir de finançar la seqüela necessària per cobrir la totalitat de la història de la novel·la, deixant aquesta pel·lícula com una obra fins a cert punt inacabada. Així i tot, aquesta obra va contribuir decididament a l'increment de l'interès pels treballs de Tolkien i es va erigir en un necessari punt de referència per a posteriors adaptacions dels mateixos.

## Argument
Durant la Segona Edat de la Terra Mitjana els elfs ferrers van forjar nou Anells del Poder per als reis dels homes, set per als reis nans i tres per als senyors elfs. Al mateix temps i en secret, el senyor fosc Sàuron va forjar l'Anell Únic, que li permetia controlar els altres anells i així als seus portadors. Així i tot, els homes i els elfs van formar una última aliança i van fer la guerra a Sàuron, derrotant-ho finalment al costat de la seva fortalesa de Bàrad-dûr. Isíldur, príncep dels homes, va tallar el dit de l'Anell a Sàuron, però en comptes de destruir-ho ho va prendre para si. Poc després, uns orcs el van matar en els marges de l'Ànduin, i l'Anell va ser a parar al fons del riu i allí va romandre durant segles; fins que un dia va ser trobat per dos amics anomenats Déagol i Sméagol. Aquest últim va matar el primer per quedar-se amb l'Anell, que li va corrompre i va deformar fins a convertir-li en una criatura inidentificable coneguda com a Gòl·lum. Temps després, el hòbbit Bilbo Saquet va trobar per accident l'Anell, extraviat per Gòl·lum, i ho va conservar sense saber del seu veritable poder.
Alguns anys després, durant l'aniversari en què Bilbo pensava abandonar el smial de Saquet Tancat en el qual vivia, el màgic Gàndalf, que sospitava de la naturalesa maligna de l'Anell, va convèncer a Bilbo perquè l'hi deixés al seu nebot Frodo abans de partir de la Comarca. Disset anys van passar fins que Gàndalf va tornar per advertir a Frodo que certes forces malignes sabien que els Saquet guardaven l'Anell, i explicar-li la seva història i el perill que representa per a tota la Terra Mitjana. Com a conseqüència, i seguint el consell de Gàndalf, Frodo va decidir deixar la seva llar portant-se l'Anell amb ell.
Ho van acompanyar tres amics: Sam, Merry i Pippin. Després d'escapar dels Genets Negres Nazgûl, espectres de l'Anell al servei de Sàuron, van arribar al poble de Bree, on van conèixer a Àragorn, que es va presentar en primera instància com «Trancos», un amic de Gàndalf. Amb la seva guia van emprendre la ruta cap al refugi élfico de Rivendelll. Una nit, en Àmon Sûl, Frodo va ser apunyalat pel senyor dels Nazgûl que els perseguien, quedant malferit per la màgia malvada del punyal. Malgrat això van continuar el viatge portant a Frodo i amb els Genets Negres cada vegada més a prop. En el camí es van trobar amb la elfa Arwen que va portar a Frodo en el seu cavall fins a Rivendell, mentre tots són perseguits pels Nazgûl. Finalment van aconseguir creuar el gual de Bruinen, i les aigües encantades del riu es van tancar després d'ells arrossegant als seus perseguidors.
En Rivendell es van trobar amb Gàndalf, que havia anat a veure a Sàruman, un altre màgic, per demanar-li ajuda, però va descobrir que aquest s'havia aliat amb Sàuron per buscar l'Anell, que ell també desitjava posseir. Élrond, el senyor de Rivendell, va sanar a Frodo i va organitzar un consell per decidir que s'havia de fer amb l'Anell Únic. L'única sortida passava per destruir-ho llançant-ho al magma del Oròdruin, el Mont del Fat de Mórdor, on es va forjar; i Frodo voluntàriament va prendre para si aquesta missió. Es va decidir que li acompanyessin Gàndalf, Àragorn, Bóromir (fill del senescal regent de Góndor), Légolas, el nan Guimli i els tres hòbbits que ja ho acompanyaven des de la Comarca. Aquests nou companys van formar la Germandat de l'Anell.
La primera dificultat que el grup havia de salvar en partir de Rivendell era l'encreuament de les Muntanyes Boiroses. Com els seus passos estaven coberts de neu, van decidir creuar-les per sota, travessant les mines nanes de Mòria. Allí van ser atacats per orcs i per un bàlrog, que entaula combat singular amb Gàndalf, durant el qual tots dos cauen a un abisme. Quan van aconseguir sortir de les mines, els vuit membres restants de la Comunitat van decidir refugiar-se temporalment en el regne élfico de Lothlórien sota la protecció de la dama Galàdriel.
Al cap de poc temps de reiniciar la seva ruta, Frodo va decidir deixar als altres i continuar el viatge a Mórdor solament, perquè Bóromir li va intentar llevar l'Anell, seduït pel seu poder; però el fidel Sam li segueix en secret. Poc després, Bóromir va ser assassinat mentre intentava en va evitar que Merry i Pippin anessin capturats per uns orcs; que pretenien portar-los a Ísengard, llar de Sàruman. Per a això havien de portar-los a través del país de Ròhan, on van ser atacats per una host de ròhirrim. Els dos hòbbits van aconseguir escapar en la topada al bosc de Fàngorn, on van conèixer al ent Barbarbrat. Àragorn, Légolas i Guimli van seguir la pista dels orcs per Ròhan fins al bosc, on es van retrobar amb Gàndalf, al que creien mort. Els quatre van decidir anar a la capital de Ròhan, Edoras, on Gàndalf persuadeix al rei Théoden del perill que corre la seva gent. Àragorn, Légolas i Guimli van partir a la fortalesa de la Gorja d'en Helm.
Frodo i Sam, mentrestant, caminaven junts cap a Mórdor. A les Emyn Muil van descobrir que Gòl·lum els seguia, anhelant recuperar l'Anell, i li van capturar. Frodo se'n va apiadar i el va deixar lliure amb la condició que els guiés a la Muntanya de la Destinació per destruir l'Anell. Gòl·lum va acceptar i els va prometre que els mostraria una entrada secreta a Mórdor.
Mentrestant, en la Gorja d'en Helm, Théoden lluitava desesperadament contra les forces de Sàruman. L'endemà al matí, Gàndalf va arribar amb reforços i junts destrueixen l'exèrcit orc.

## Repartiment de veus
Els actors de veu que van interpretar els diferents papers van ser:
| Paper                      | Actor de veu original |
| -------------------------- | --------------------- |
| Frodo Saquet               | Christopher Guard     |
| Gàndalf                    | William Squire        |
| Samseny (Sam) Gamgí        | Michael Scholes       |
| Àragorn (Trancos)          | John Hurt             |
| Meriadoc (Merry) Brandiboc | Simon Chandler        |
| Peregrín (Pippin) Tuc      | Dominic Guard         |
| Bilbo Saquet               | Norman Bird           |
| Bóromir                    | Michael Graham Coix   |
| Légolas                    | Anthony Daniels       |
| Guimli                     | David Buck            |
| Gòl·lum                    | Peter Woodthorpe      |
| Sàruman el Blanco          | Fraser Kerr           |
| El rei Théoden             | Philip Stone          |
| Grima Llenguadeserp        | Michael Deacon        |
| Élrond                     | André Morell          |
| Ordi Oliu                  | Alan Tilvern          |
| Galàdriel                  | Annette Crosbie       |
| B                          | John Westbrook        |

## Producció
El director Ralph Bakshi es va trobar amb El Senyor dels Anells en els anys cinquanta, quan treballava com a animador per Terrytoons. En 1957, Bakshi intento convèncer a diverses persones que la història es podia adaptar a l'animació. Al mateix temps, els drets de la història van passar a ser propietat de Walt Disney, però en 1968 els drets van ser cedits de nou, a United Artists, per la qual els directors Stanley Kubrick i John Boorman, de forma independent, van tractar d'adaptar la història, sense èxit.
A mitjan setanta, Bakshi, que havia tingut èxit amb el film orientat per a un públic adult El gat Fritz, va saber del projecte de Boorman i United Artists per adaptar la història. Quan es va assabentar que Boorman pensava adaptar les tres parts de la història en una sola pel·lícula va comentar «crec que era una bogeria, una certa falta de caràcter per part de Boorman. Per què voldries afeblir el fet per Tolkien?» Quan la visió de Boorman va fracassar, Bakshi es va dirigir a l'estudi i va proposar una adaptació més fidel de l'obra en tres pel·lícules d'animació:

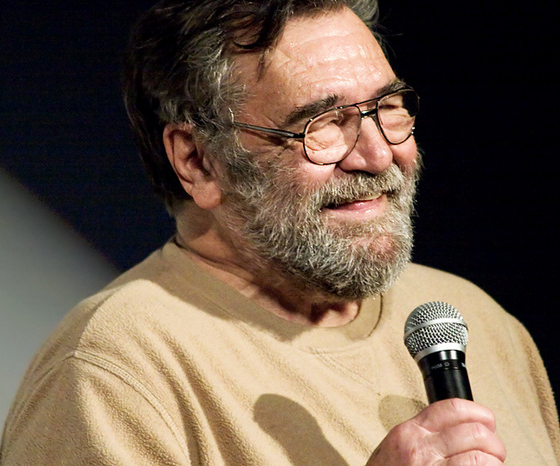
Ralph Bakshi el gener de 2009.

L'oficina de Metre-Goldwyn-Mayer estava al mateix edifici de United Artists, per la qual cosa Bakshi va ser a parlar amb el llavors president de la primera, Dan Melnick: «vaig pensar que ell entendria el que significaven ‘els Anells', perquè UA no ho havia fet». Bakshi i Melnick van fer un tracte amb Mike Medavoy de United Artists per comprar-li el guió de Boorman. «El guió de Boorman costava tres milions de dòlars, així que Boorman estava feliç amb l'oferta, cridant i rient i bevent, ‘perquè havia aconseguit tres milions per un guió ja descartat’». No obstant això, Melnick va ser acomiadat, per la qual cosa el tracte es va enfonsar. El següent intent de Bakshi va ser amb Saul Zaentz, que ja li havia brindat ajuda financera per a la producció del gat Fritz, per preguntar-li si volia produir El Senyor dels Anells. Zaentz va acceptar. Abans que la producció comencés, les tres parts originals de l'adaptació van haver de reduir-se a dues, a instàncies d'UA. Mentrestant, Bakshi es va entrevistar amb Priscilla, filla de Tolkien, per parlar de com pretenia fer l'adaptació. Ella li va ensenyar l'estada en la qual el seu pare solia escriure i dibuixar, i Bakshi va prometre que les pel·lícules serien fidels a la novel·la: «la meva promesa a la filla de Tolkien va ser ser fidel al llibre. No anava a dir ‘hey, descartem a Gòl·lum i canviem aquests dos personatges'. El meu treball era dir ‘això és el que el geni va dir’».

### Escriptura del guió i desenvolupament
Un esborrany del guió va ser escrit per Chris Conkling, que va decidir que la història fos un salt enrere de Merry, que explicaria la història des del seu punt de vista. Després que Bakshi i Zaentz van veure l'esborrany, van cridar a l'escriptor Peter S. Beagle per reescriure-ho.
El film té diverses diferències pel que fa al llibre. Bakshi va ser el més fidel possible, però molts detalls van haver de ser omesos, com per exemple els personatges de Glorfíndel (substituït per Légolas), Arwen, la casa del granger Maggot i la del misteriós Tom Bombadil.

### Música
La banda sonora original de la pel·lícula va ser composta per Leonard Rosenman, guanyador d'un Óscar de l'Acadèmia per la del film de Kubrick Barry Lyndon. Va ser editada per Fantasy Records en 1978. La intenció original de Bakshi per a la seva pel·lícula era introduir música de Led Zeppelin, ja que la considerava adequada perquè coincidia amb la pel·lícula en el seu enfocament cap a un públic hippie dels barris baixos; però el productor del film Saul Zaentz volia una banda sonora purament orquestral, ja que d'una altra manera no li hauria estat possible publicar-la amb Fantasy, segell de la seva propietat.
Es tracta d'una banda sonora que se separa del convencional per la seva atonalidad i clara pretensió d'allunyar-se del «neosinfonismo». Per això és una música que fora de les imatges és complicada de gaudir: encara que la atonalidad sigui una opció del compositor i pugui entrar o no en les preferències de l'oïdor, la veritat és aquestes últimes estan condicionades pel seu historial com a oïdor-espectador dins d'un entorn cultural occidental en el qual el que primera és el tonal i simfònic.
Amb gran predomini del metall, el cor i la percussió; s'estructura sobre dos temes principals, entorn del conflicte entre forces benignes i malignes, el dels hòbbits o de la Companyia, de factura alegre, lluminosa i fins i tot graciosa, i el de l'exèrcit de Sàuron, sinistre i opresivo, associat a certes seccions de l'orquestra de tons més foscos. Els dos temes s'entrellacen al llarg de la pel·lícula: apareixen, desparecen, de vegades un predomina sobre l'altre; encara que fins a la victòria final del ben en Cuernavilla és el tema associat al mal el que predomina, la qual cosa implica que el to predominant en la partitura sigui fosc i caòtic.

## Recepció
La recepció va ser, com en moltes altres pel·lícules de Bakshi, molt variada: va ser qualificada com la seva millor pel·lícula, amb una bona música, i molt ben adaptada al llibre; però també es va dir que, en no agrupar tots els llibres i tots els elements, el final era molt difús, ja que no es mostrava cap final clar per a cap dels personatges.

### Successives adaptacions i llegat
La pel·lícula va ser adaptada en forma de llibre d'historieta amb dibuixos de l'artista espanyol Luis Bermejo, sota llicència de Tolkien Enterprises. Toutain va publicar els tres toms de l'obra per al mercat europeu, des de 1979, però no es va arribar a publicar als Estats Units ni es va traduir a l'anglès per problemes de copyright.
La pel·lícula de Bakshi va escampar el suficient interès en el treball de Tolkien perquè Rankin/Bass Productions, Inc. produís en 1980 un programa especial animat de televisió basat en El retorn del rei; i la BBC Radio una completa adaptació del Senyor dels Anells com a serial radiofònic en 1981. En aquesta última emissió, Michael Graham Coix i Peter Woodthorpe van repetir en els seus papers respectius de Bóromir i Gòl·lum.